# Suctobelbella hammerae
Suctobelbella hammerae är en kvalsterart som först beskrevs av Krivolutsky 1965.  Suctobelbella hammerae ingår i släktet Suctobelbella och familjen Suctobelbidae. Inga underarter finns listade i Catalogue of Life.